# Кизилнура
Кизилнура́ - одна з найвищих вершин (3267 м) у відрогах Чаткальського хребта  західного Тянь-Шаня, розташована в центрі Ташкентської області Узбекистану на схід від Ташкента і на південно-південний захід від Великого Чимгана.

## Опис

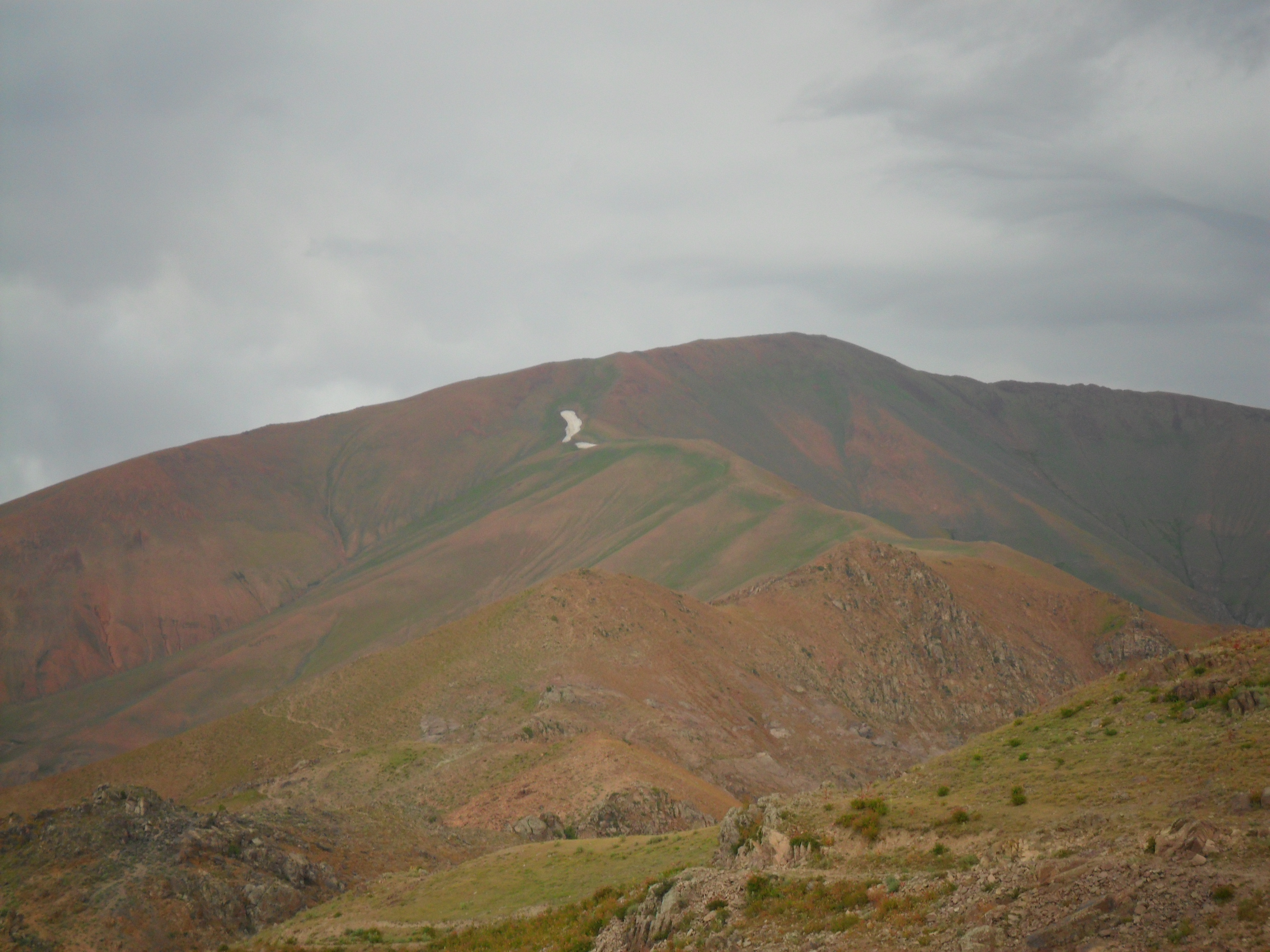
Вид на гору Кизилнура з боку Паркентсая

Розташована на межі Чаткальського державного біосферного заповідника, що займає південно-західні схили цієї гірської вершини. На вершині встановлено тріангуляційний знак.
Назва вершини можливо походить від тюркських слів "кизил" - червоний і "нур" - промінь. Гірську вершину складають червоні породи гранітоїдного складу, чому в променях вечірнього сонця, особливо в другій половині літа - початку осені, коли на вершині практично не залишається снігу, Кизилнура виділяється яскраво червоним особняком серед вершин і хребтів, що її оточують.
Кизилнура - двоголова гора, справжня вершина висотою 3289 метрів знаходиться за 2-3 кілометри від гори, яку прийнято вважати Кизилнурою. Добре відомий профіль гори роблять Кизилнуру однією з двох (поряд з Великим Чимганом) вершин, найчастіше спостерігаються з території Ташкента (напрямок на схід). З відрогів Кизилнури беруть свій початок річки Паркентсай, Каїнсай, Башкизилсай та деякі притоки Аксакатасая (Кашкасу, Чиріксай).

## Туризм

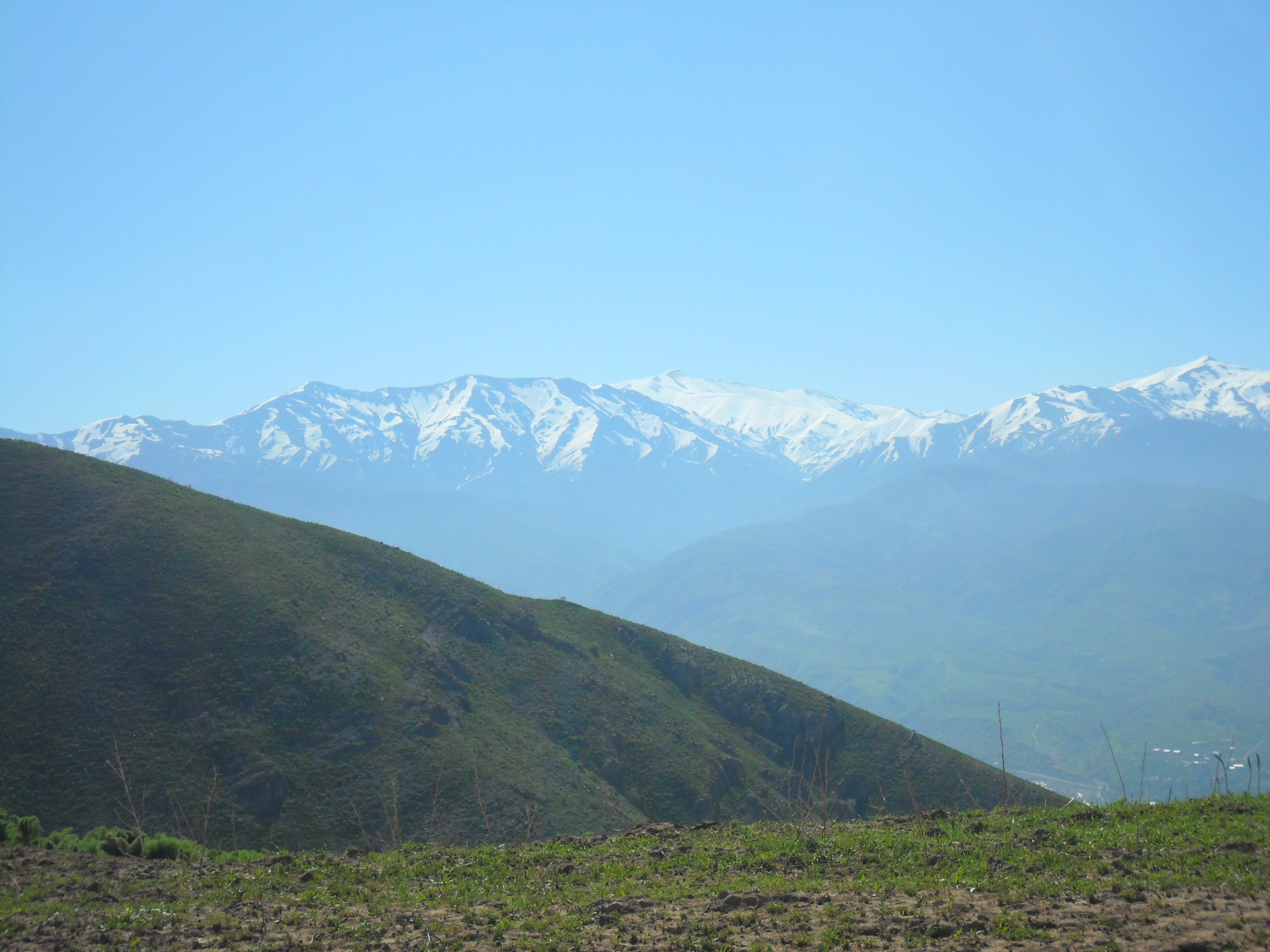
Вид на вершину Кизилнури з хребта Сюрената

Через вершину Кизилнури проходять туристичні стежки. Найзручнішим маршрутом для сходження є шлях з боку зони відпочинку Кумишкан через гору Хавля (лівим схилом долини Паркентсая). До кордону Чаткальського заповідника (приблизно 2600 метрів над рівнем моря) проходить широка скотогонна стежка з малим градієнтом підйому. Далі шлях продовжується стежкою та бездоріжжям по межі заповідника. Іншим варіантом маршруту є шлях через хребет Учташ (правим схилом долини Паркентсая), на якому стежок менше. Цікавий у туристичному плані траверс вершин Кизилнура-Реваш із наступним виходом у Янгіабад та Кизилнура-Каракуш за кордоном заповідника.